# Kelantan FC
Der Kelantan Football Club, ehemals Kelantan Football Association, ist eine Fußballmannschaft aus Kota Bharu, Malaysia, die vom Fußballverband des Staates Kelantan gegründet wurde und sowohl den Staat als auch den Verband repräsentiert.

## Vereinsgeschichte
Im Jahr 2000 wurde Kelantan FA Meister der 2. Liga und stieg direkt in die 1. Liga auf. Nach einem überraschenden 3. Platz im Folgejahr schaffte man nur Platz 11 in der Saison 2002. 2003 schaffte man nicht die Qualifikation zur neuen 1. Liga und stieg wieder ab, zwischenzeitlich sogar bis in die 3. Liga. Erst 2007/08 gelang dann der Wiederaufstieg in die 1. Liga. Dabei verlor man kein einziges Heimspiel während der Saison und erfreute sich eines großen Zuschauerzuspruchs. Der größte Erfolg des Vereins ist das Erreichen des FA Pokalfinales 2009.
Nach zwei Vorfällen von Fangewalt, am 31. März und 7. April 2009, verhängte der Nationale Verband eine Stadionsperre von einem Jahr. Zudem musste Kelantan eine Geldstrafe in Höhe von 90.000 RM zahlen. Ende Mai 2009 wurde die Stadionsperre jedoch wieder aufgehoben.
Am 17. Januar 2024 wurde Kelantan aus der Malaysia Super League ausgeschlossen, da der Verein die Gehälter der Spieler nicht zahlte und der Verein ernsthafte finanzielle Probleme hatte.

## Vereinserfolge
- Triple

2012: Malaysia Super League, Malaysia Cup, Malaysia FA Cup
- Malaysia Super League

Sieger: 2011, 2012
Vizemeister: 2010
- Malaysia Premier League

Meister: 2000   ▲
- Malaysia Cup

Sieger: 2010, 2012
Finalist: 1955, 1970
- Malaysia FA Cup

Sieger: 2012, 2013
Finalist 2009, 2011, 2015
- Piala Sumbangsih

Sieger: 2011
2. Platz: 2012, 2013
- FA of Malaysia Cup (3. Ligameisterschaft)

Gewinner: 2005  ▲

## Stadion

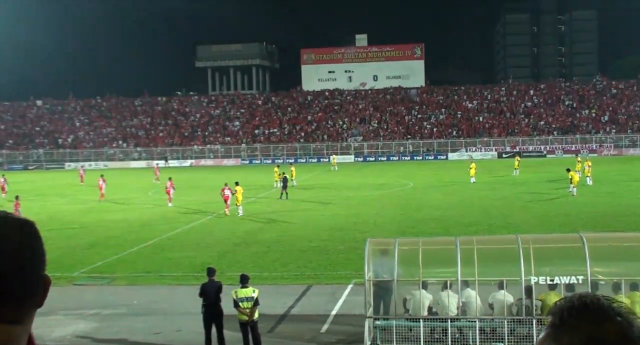
Sultan Muhammad IV Stadium

Seine Heimspiele trägt die Mannschaft im Sultan Muhammad IV Stadium Stadion in Kota Bharu im Bundesstaat Kelantan aus. Das Stadion hat ein Fassungsvermögen von 22.000 Personen. Eigentümer der Sportstätte ist der Bundesstaat Kelantan.
Koordinaten: 6° 7′ 26″ N, 102° 14′ 36″ O

## Aktuelle Mannschaft
Stand: Juni 2022
| Nr. |           | Position | Name                 |
| --- | --------- | -------- | -------------------- |
| 1   | Malaysia  | TW       | Solehin Mamat        |
| 3   | Malaysia  | AB       | Khairul Helmi        |
| 4   | Malaysia  | AB       | Gaffar Abdul Rahman  |
| 5   | Malaysia  | AB       | Yusri Yuhasmadi      |
| 6   | Malaysia  | MF       | Jasmir Mehat         |
| 7   | Malaysia  | ST       | Arip Amiruddin       |
| 8   | Malaysia  | MF       | Syed Sobri           |
| 9   | Brasilien | ST       | Nixon Guylherme      |
| 10  | Haiti     | ST       | Kervens Belfort      |
| 11  | Malaysia  | MF       | Dzulfahmi Abdul Hadi |
| 13  | Malaysia  | TW       | Amin Ahmad           |
| 16  | Malaysia  | AB       | Zubir Azmi (Kapitän) |
| 18  | Malaysia  | MF       | Shahrul Igwan        |
| 19  | Malaysia  | ST       | Nurshamil Abd Ghani  |
| 20  | Malaysia  | MF       | Shyamierul Razmee    |
| 22  | Libanon   | ST       | Fadel Antar          |
| 23  | Malaysia  | TW       | Asfa Abidin          |
| 33  | Malaysia  | ST       | Aniq Arami Ismail    |
| 35  | Malaysia  | ST       | Farhan Roslan        |

| Nr. |            | Position | Name                     |
| --- | ---------- | -------- | ------------------------ |
| 99  | Indonesien | ST       | Natanael Siringoringo    |
|     | Malaysia   | AB       | Osman Yusoff             |
|     | Malaysia   | AB       | Che M. Arif              |
|     | Malaysia   | TW       | Amin Faisal Saidi        |
|     | Malaysia   | MF       | Syafiq Heelmi            |
|     | Malaysia   | AB       | Yogaraj Murugan          |
|     | Malaysia   | MF       | Azrie Basalie            |
|     | Malaysia   | AB       | Danial Hadri Effendi     |
|     | Malaysia   | MF       | Matthias Mansor          |
|     | Malaysia   | MF       | Fathullah Fazilisham     |
|     | Malaysia   | AB       | Syaqimi Rozi             |
|     | Malaysia   | MF       | Safwan Hazman Che Hassan |
|     | Malaysia   | AB       | Wan Mohammad Zulhairil   |
|     | Malaysia   | AB       | Izaffiq Ruzi             |
|     | Malaysia   | MF       | Hafizan Ghazali          |
|     | Malaysia   | MF       | Ikhwan Yazek             |
|     | Malaysia   | MF       | Fazrul Amir Zaman        |
|     | Malaysia   | ST       | Alifh Aiman Rosman       |

## Ehemalige Spieler
- Worrawoot Srimaka (2005–2006)
- Indra Putra Mahayuddin (2008–2010, 2012–2013, 2015–2017)
- Norshahrul Idlan (2010–2012)
- Blaže Ilijoski (2016)
- Mohamad Ghaddar (2017)
- Mamadou Danso (2017)
- Do Dong-hyun (2018)

## Trainer seit 2001
| Name                      | Zeit beim Kelantan FC | Zeit beim Kelantan FC |
| Name                      | von                   | bis                   |
| ------------------------- | --------------------- | --------------------- |
| Krishnasamy Rajagobal     | 1. Juli 2001          | 30. Juni 2002         |
| Norizan Bakar             | 30. Oktober 2007      | 31. Mai 2008          |
| Régis Laguesse            | 31. Mai 2008          | 31. August 2008       |
| Peter Butler              | 28. September 2008    | 19. September 2009    |
| Bhaskaran R. Sathianathan | 1. Juli 2009          | 30. Juni 2010         |
| Peter Butler              | 15. November 2011     | 29. Februar 2012      |
| Bojan Hodak               | 29. Februar 2012      | 5. November 2013      |
| Steve Darby               | 1. Januar 2014        | 30. Juni 2014         |
| George Boateng            | 25. April 2014        | 24. März 2015         |
| Zahasmi Ismail            | 23. April 2015        | 31. Dezember 2015     |
| Velizar Popov             | 5. Mai 2016           | 28. Oktober 2016      |
| Zahasmi Ismail            | 1. Dezember 2016      | 13. Dezember 2017     |
| Sathit Bensoh             | 7. Dezember 2017      | 16. Februar 2018      |
| Yusri Che Lah             | 16. Februar 2018      | 19. März 2018         |
| Fajr Ibrahim              | 23. April 2018        | 31. Dezember 2018     |
| Yusri Che Lah             | 5. Juni 2018          | 4. Dezember 2018      |
| Marko Kraljevic           | 26. Januar 2019       | 15. April 2019        |
| Yusri Che Lah             | 15. April 2019        | 31. Dezember 2020     |
| Marco Ragini              | 1. Januar 2021        | 31. Dezember 2021     |
| Rezal Zambery Yahya       | 1. Januar 2022        | heute                 |

## Ausrüster
| Jahr          | Ausrüster          |
| ------------- | ------------------ |
| 2009          | Sportzone          |
| 2010 bis 2012 | Warriors und Umbro |
| 2013 bis 2015 | Warriors           |
| 2016          | DSV                |
| 2017          | HORC               |
| 2018          | Lotto              |
| 2019          | PUC                |
| 2020          |                    |